# Puchar CEV siatkarek (2010/2011)
Puchar CEV siatkarek 2010/2011 – 4. sezon turnieju rozgrywanego od 2007 roku, organizowanego przez Europejską Konfederację Piłki Siatkowej (CEV) w ramach europejskich pucharów dla żeńskich klubowych zespołów siatkarskich "starego kontynentu".

## Drużyny uczestniczące
- Robur Tiboni Urbino
- Urałoczka-NTM Jekaterynburg
- Dinamo Kranosdar
- Valeriano Alles Menorca
- Beşiktaş JK
- Galatasaray M.Park Stambuł
- Istres Ouest Provence Volley-Ball
- Rocheville Le Cannet
- Tauron MKS Dąbrowa Górnicza
- Centrostal Bydgoszcz
- VC Weert
- Sagres Neuchatel Université
- Volley Köniz
- Vizura Belgrad
- Tent Obrenovac
- Mladost Zagrzeb
- CS Știința Bacău
- CS Volei 2004 Tomis Konstanca
- ASKÖ Linz-Steg
- SVS Post Schwechat
- Olympiakos Pireus
- Panathinaikos Ateny
- Dresdner SC
- Rote Raben Vilsbiburg
- Asterix Kieldrecht
- Minczanka Mińsk
- Calcit Kamnik
- Aruji Anorthosis Famagusta
- VK Královo Pole Brno
- Jedinstvo Brcko
- LP Viesti Salo
- Tirana Tirana

- ASPTT Mulhouse
- Norda foppapedretti Bergamo
- Crvena zvezda Belgrad
- Organika Budowlani Łódź

## Rozgrywki

### 1/16 finału
| Data       | Drużyna 1                  | Wynik | Drużyna 2                   | Sety                                      |
| ---------- | -------------------------- | ----- | --------------------------- | ----------------------------------------- |
| 08.12.2010 | Robur Tiboni Urbino        | 1:3   | Urałoczka-NTM Jekaterynburg | 21:25, 25:27, 25:23, 20:25                |
| 14.12.2010 | Robur Tiboni Urbino        | 3:2   | Urałoczka-NTM Jekaterynburg | 23:25, 25:19, 25:23, 23:25, 15:8, (15:12) |
| 08.12.2010 | Istres Ouest Provence      | 3:0   | Minchanka Mińsk             | 25:21, 25:22, 25:9                        |
| 15.12.2010 | Istres Ouest Provence      | 3:1   | Minchanka Mińsk             | 25:15, 22:25, 25:21, 25:20                |
| 07.12.2010 | Tent Obrenovac             | 3:0   | Besiktas Istanbul           | 26:24, 25:19, 26:24                       |
| 15.12.2010 | Tent Obrenovac             | 1:3   | Besiktas Istanbul           | 25:22, 23:25, 23:25, 29:31, (7:15)        |
| 08.12.2010 | Volejbol Tirana            | 0:3   | Volley Köniz                | 20:25, 12:25, 12:25                       |
| 15.12.2010 | Volejbol Tirana            | 0:3   | Volley Köniz                | 9:25, 12:25, 14:25                        |
| 08.12.2010 | Rocheville Le Cannet       | 3:0   | ASKÖ Linz-Steg              | 25:16, 25:19, 25:16                       |
| 15.12.2010 | Rocheville Le Cannet       | 3:1   | ASKÖ Linz-Steg              | 25:20, 25:17, 26:28, 25:16                |
| 08.12.2010 | Vizura Be;grad             | 0:3   | Post Schwechat              | 20:25, 26:28, 21:25                       |
| 16.12.2010 | Vizura Be;grad             | 2:3   | Post Schwechat              | 17:25, 26:24, 27:25, 18:25, 10:15         |
| 08.12.2010 | Panathinaikos Ateny        | 0:3   | Jedinstvo Brcko             | walkower                                  |
| 15.12.2010 | Panathinaikos Ateny        | 0:3   | Jedinstvo Brcko             | walkower                                  |
| 09.12.2010 | Olympiakos Pireus          | 0:3   | Galatasaray M.Park Stambuł  | 20:25, 23:25, 22:25                       |
| 16.12.2010 | Olympiakos Pireus          | 0:3   | Galatasaray M.Park Stambuł  | 18:25, 15:25, 22:25                       |
| 08.12.2010 | Valeriano Alles Menorca    | 3:1   | LP Vesti Salo               | 21:25, 26:24, 25:21, 25:16                |
| 15.12.2010 | Valeriano Alles Menorca    | 3:0   | LP Vesti Salo               | 25:21, 25:21, 25:23                       |
| 08.12.2010 | Știința Bacău              | 2:3   | Rote Raben Vilsbiburg       | 18:25, 25:16, 22:25, 25:17, 14:16         |
| 15.12.2010 | Știința Bacău              | 0:3   | Rote Raben Vilsbiburg       | 21:25, 23:25, 17:25                       |
| 08.12.2010 | Volei 2004 Tomis Konstanca | 3:1   | Aruji Anorthosis Famagusta  | 25:12, 22:25, 25:22, 25:12                |
| 14.12.2010 | Volei 2004 Tomis Konstanca | 3:0   | Aruji Anorthosis Famagusta  | 25:7, 25:14, 25:17                        |
| 08.12.2010 | Kralovo Pole Brno          | 1:3   | Tauron MKS Dąbrowa Górnicza | 17:25, 18:25, 28:26, 16:25                |
| 15.12.2010 | Kralovo Pole Brno          | 1:3   | Tauron MKS Dąbrowa Górnicza | 20:25, 25:23, 12:25, 20:25                |
| 08.12.2010 | PND Weert                  | 2:3   | Sagres Neuchatel Université | 25:19, 18:25, 25:15, 13:25, 12:15         |
| 16.12.2010 | PND Weert                  | 0:3   | Sagres Neuchatel Université | 14:25, 18:25, 19:25                       |
| 08.12.2010 | Calcit Kamnik              | 3:0   | Mladost Zagrzeb             | 25:18, 25:19, 25:11                       |
| 16.12.2010 | Calcit Kamnik              | 3:1   | Mladost Zagrzeb             | 25:15, 21:25, 25:16, 25:18                |
| 09.12.2010 | Asterix Kieldrecht         | 0:3   | Dresdner SC                 | 25:27, 22:25, 22:25                       |
| 15.12.2010 | Asterix Kieldrecht         | 0:3   | Dresdner SC                 | 17:25, 20:25, 18:25                       |
| 08.12.2010 | GCB Centrostal Bydgoszcz   | 1:3   | Dinamo Krasnodar            | 26:24, 14:25, 23:25, 21:25                |
| 15.12.2010 | GCB Centrostal Bydgoszcz   | 2:3   | Dinamo Krasnodar            | 14:25, 25:21, 17:25, 25:22, 8:15          |

### 1/8 finału
| Data       | Drużyna 1                   | Wynik | Drużyna 2                   | Sety                                |
| ---------- | --------------------------- | ----- | --------------------------- | ----------------------------------- |
| 05.01.2011 | Robur Tiboni Urbino         | 3:1   | Istres Ouest Provence       | 25:13, 17:25, 25:22, 25:17          |
| 11.01.2011 | Robur Tiboni Urbino         | 3:0   | Istres Ouest Provence       | 25:13, 25:21, 25:19                 |
| 06.01.2011 | Besiktas Istanbul           | 3:0   | Volley Köniz                | 25:19, 25:16, 25:15                 |
| 12.01.2011 | Besiktas Istanbul           | 3:0   | Volley Köniz                | 25:20, 28:26, 29:27                 |
| 06.01.2011 | Rocheville Le Cannet        | 1:3   | Post Schwechat              | 20:25, 25:17, 23:25, 14:25          |
| 13.01.2011 | Rocheville Le Cannet        | 0:3   | Post Schwechat              | 19:25, 24:26, 19:25                 |
| 05.01.2011 | Jedinstvo Brcko             | 0:3   | Galatasaray M.Park Stambuł  | 22:25, 19:25, 23:25                 |
| 12.01.2011 | Jedinstvo Brcko             | 0:3   | Galatasaray M.Park Stambuł  | 19:25, 6:25, 13:25                  |
| 06.01.2011 | Valeriano Alles Menorca     | 3:0   | Rote Raben Vilsbiburg       | 25:14, 25:21, 25:19                 |
| 11.01.2011 | Valeriano Alles Menorca     | 0:3   | Rote Raben Vilsbiburg       | 24:26, 17:25, 20:25, (15:8)         |
| 06.01.2011 | Volei 2004 Tomis Konstanca  | 2:3   | Tauron MKS Dąbrowa Górnicza | 28:26, 25:21, 20:25, 14:25, 10:15   |
| 12.01.2011 | Volei 2004 Tomis Konstanca  | 0:3   | Tauron MKS Dąbrowa Górnicza | 19:25, 19:25, 16:25                 |
| 06.01.2011 | Sagres Neuchatel Université | 3:0   | Calcit Kamnik               | 25:22, 25:16, 25:17                 |
| 11.01.2011 | Sagres Neuchatel Université | 1:3   | Calcit Kamnik               | 13:25, 14:25, 25:11, 23:25, (17:15) |
| 05.01.2011 | Dresdner SC                 | 0:3   | Dinamo Krasnodar            | 12:25, 17:25, 23:25                 |
| 12.01.2011 | Dresdner SC                 | 1:3   | Dinamo Krasnodar            | 15:25, 25:23, 18:25, 11:25          |

### 1/4 finału
| Data       | Drużyna 1                   | Wynik | Drużyna 2                   | Sety                                       |
| ---------- | --------------------------- | ----- | --------------------------- | ------------------------------------------ |
| 02.02.2011 | Robur Tiboni Urbino         | 3:1   | Besiktas Istanbul           | 25:21, 25:18, 23:25, 27:25                 |
| 10.02.2011 | Robur Tiboni Urbino         | 3:0   | Besiktas Istanbul           | 25:23, 25:22, 25:17                        |
| 03.02.2011 | Post Schwechat              | 3:2   | Galatasaray M.Park Stambuł  | 15:25, 25:13, 25:16, 23:25, 18:16          |
| 09.02.2011 | Post Schwechat              | 2:3   | Galatasaray M.Park Stambuł  | 18:25, 25:12, 25:22, 22:25, 11:15, (16:14) |
| 03.02.2011 | Valeriano Alles Menorca     | 1:3   | Tauron MKS Dąbrowa Górnicza | 14:25, 20:25, 25:19, 22:25                 |
| 09.02.2011 | Valeriano Alles Menorca     | 2:3   | Tauron MKS Dąbrowa Górnicza | 23:25, 31:29, 16:25, 16:25                 |
| 03.02.2011 | Sagres Neuchatel Université | 0:3   | Dinamo Krasnodar            | 21:25, 15:25, 16:25                        |
| 10.02.2011 | Sagres Neuchatel Université | 0:3   | Dinamo Krasnodar            | 10:25, 9:25, 15:25                         |

### Runda Challenge
| Data       | Drużyna 1                   | Wynik | Drużyna 2                   | Sety                              |
| ---------- | --------------------------- | ----- | --------------------------- | --------------------------------- |
| 23.02.2011 | ASPTT Mulhouse              | 0:3   | Tauron MKS Dąbrowa Górnicza | 11:25, 15:25, 25:27               |
| 02.03.2011 | ASPTT Mulhouse              | 2:3   | Tauron MKS Dąbrowa Górnicza | 20:25, 25:21, 25:27, 25:20, 15:17 |
| 23.02.2011 | Norda foppapedretti Bergamo | 3:0   | Dinamo Krasnodar            | 25:23, 25:19, 25:21               |
| 03.03.2011 | Norda foppapedretti Bergamo | 0:3   | Dinamo Krasnodar            | 24:26, 29:31, 18:25, (13:15)      |
| 23.02.2011 | Crvena Zvezda Belgrad       | 3:1   | Post Schwechat              | 25:21, 25:22, 19:25, 25:16        |
| 03.03.2011 | Crvena Zvezda Belgrad       | 3:1   | Post Schwechat              | 25:17, 25:23, 16:25, 25:20        |
| 24.02.2011 | Organika Budowlani Łódź     | 0:3   | Robur Tiboni Urbino         | 14:25, 20:25, 18:25               |
| 02.03.2011 | Organika Budowlani Łódź     | 2:3   | Robur Tiboni Urbino         | 19:25, 28:26, 25:21, 9:25, 5:15   |

### Półfinał
| Data       | Drużyna 1                   | Wynik | Drużyna 2           | Sety                              |
| ---------- | --------------------------- | ----- | ------------------- | --------------------------------- |
| 15.03.2011 | Tauron MKS Dąbrowa Górnicza | 3:1   | Dinamo Krasnodar    | 25:14, 25:20, 25:23               |
| 20.03.2011 | Tauron MKS Dąbrowa Górnicza | 2:3   | Dinamo Krasnodar    | 21:25, 25:22, 12:25, 26:24, 13:15 |
| 16.03.2011 | Crvena Zvezda Belgrad       | 3:1   | Robur Tiboni Urbino | 25:19, 23:25, 25:19, 25:21        |
| 20.03.2011 | Crvena Zvezda Belgrad       | 0:3   | Robur Tiboni Urbino | 27:29, 14:25, 19:25, (12:15)      |

### Finał
| Data       | Drużyna 1        | Wynik | Drużyna 2           | Sety                       |
| ---------- | ---------------- | ----- | ------------------- | -------------------------- |
| 29.03.2011 | Dinamo Krasnodar | 0:3   | Robur Tiboni Urbino | 21:25, 24:26, 20:25        |
| 03.04.2011 | Dinamo Krasnodar | 1:3   | Robur Tiboni Urbino | 25:18, 19:25, 19:25, 16:25 |